# Nguyễn Tiến Tài
Nguyễn Tiến Tài (1642-1697) là danh thần thời vua Lê chúa Trịnh, làm đến Lại bộ Thượng thư, nhập nội hành khiển, Nghĩa quận công.

## Xuất thân
Nguyễn Tiến Tài sinh năm 1642 tại làng Thổ Hào, xã Nhân Thành, phủ Đức Quang. Nay là xã Thanh Tùng, huyện Thanh Chương, tỉnh Nghệ An.
Theo Nguyễn Tiến gia phả: thủy tổ ông Cai tri bạ tổng Bích Triều, Thổ Hào, Võ Liệt, hiệu là Đạo Nguyên, Huyền Tế, thọ 112 tuổi.
Năm 23 tuổi ông đậu Tiến sĩ khoa Giáp Thìn năm Cảnh Trị 2 đời vua Lê Huyền Tông (1664). Trước đó ông từng đỗ Hương cống hai khoa, song thi Hội lần đầu khoa thi năm Tân Sửu (1661) chỉ đỗ đến Tam trường.
Làng của ông, Bến Ba Nghè chính là cái tên do là nơi sự xuất thân của 3 vị tiến sỹ thời phong kiến về vinh quy bái tổ: Nguyễn Tiến Tài (đăng khoa năm 1664), Phạm Kinh Vỹ (đăng khoa năm 1724) và Nguyễn Lâm Thái (đăng khoa năm 1739).
Tiến sĩ Nguyễn Sĩ Giáo (xã Thanh Mai) và Nguyễn Tiến Tài (xã Thanh Giang) sát vườn nhau, là cháu cô, cháu cậu.

## Quan lại
Đại Việt sử ký toàn thư chép: Sau khi đỗ đại khoa, năm Cảnh Trị thứ 3 (1665) thăng cho Nguyễn Tiến Tài làm Đô ngự sử (1693), Đặc tiến Kim tử Vinh lộc đại phu, Đô tri tham chính tự khanh, thăng Công bộ, Hộ bộ Tả thị lang. 
Đời Lê Hy Tông, năm 1693, ông đi sứ sang nhà Thanh tuế cống, xong việc về nước được dự vào triều chính. Năm thứ Chính Hòa thứ 16, bị biếm chức bị xử kiện nhiều việc không được thỏa đáng.
Ông có 3 người con đều đỗ Hương cống, con cả làm Tri phủ Từ Sơn, con hai làm Tri phủ Lạng Sơn, con út là Nguyễn Tiến Quyền làm chức tả ma, trưởng Tĩnh Gia phủ, con cháu các đời xuất thân văn học, nhiều người đỗ Hương cống và làm qua.
Năm Chính Hòa thứ 18 (1697), ông mất.
Chúa Trịnh ban tặng Tả thị lang bộ Hộ, ban thụy Chất Trực, tước Tử, được phong Phúc thần, phong tặng Triều đại phu, Hải Dương đẳng xứ Tán trị Thừa chính ty Tham chính, Cửu Giám nam.
Tên tuổi ông được khắc trên bia đá ở Văn miếu Quốc tử giám Hà Nội. Các sách Hán Nôm cổ như Lịch triều đăng khoa lục, Liệt huyện đăng khoa lục đều thấy ghi chép hành trạng của ông.
Dân xã lập đền thờ phụng, ông được phối thờ tại Văn miếu bản huyện (Tổng Võ Liệt).
Năm 2020, tỉnh Nghệ An quyết định đặt tên cho ông làm một con đường ở Thị trấn Dùng.

## Thơ ca
Ông sáng tác rất nhiều thơ văn, hiện trong gia phả chỉ chép được một số bài.
Công hầu
Dòng dõi thi thư, bậc đại nho của đất nước,
Đắc chí đường mây, bước trên lối rải hoa.
Đức sánh với ông Thiệu công nhà Chu,
Mưu lược ngang với ông Bá Ích đời Ngu Thuấn.
Kẻ sĩ theo về học sư thầy nước Lỗ,
Khách Kỳ Anh tới dự hội ở Lạc Dương.
Đức lớn mừng rằng để cho con cháu,
Đời đời làm công hầu tướng tướng.